# Santa Claus Village

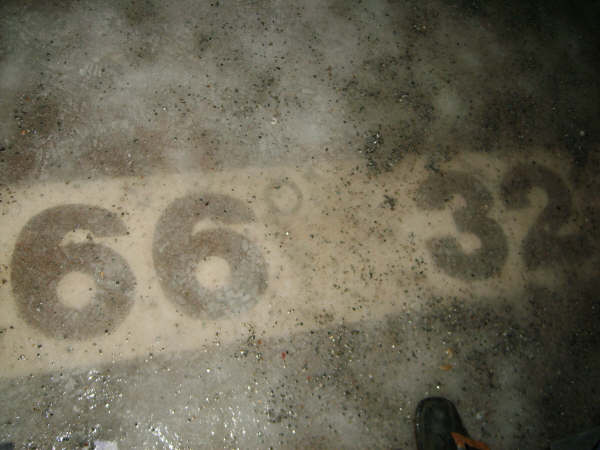
Norra polcirkeln

Santa Claus Village är en temapark i Finland, invigd 1985. Den ligger 8 kilometer nordöst Rovaniemi, och har Jultomten som tema. Temaparken är belägen cirka två kilometer från Rovaniemi flygplats.
Bland attraktionerna finns bland annat Norra polcirkeln, som går genom området, samt "Jultomtens kontor".

### Fotnoter
1. ↑  ”Santa Claus' Village” (på engelska). Uppslagsverket Finland. http://uppslagsverket.fi/sv/sok/view-103684-SantaClausVillage. Läst 22 juli 2016.